# 트로시아 디마스
트로시아 디마스는 털나방과에 속하는 종으로, 또는 분홍색의 에르마인이라고도 불린다. 이 나방은 콜롬비아, 베네수엘라, 에콰도르, 브라질, 페루에서 발견된다.

## 분류
이 종에 대한 첫 번째 기술은 1775년 피터 크레이머에 의해 이루어졌으며, 그는 이를'털나방(디마스)'라고 명명했다. 이후의 저자들은 이를 크리사우게, 이달루스, 그리고 시아토스 속으로 분류했으나, 1822년 휴브너를 따르는 해리슨 다이어는 이를 트로시아 속으로 지정했다.

## 설명
이 종의 날개 길이는 약 34밀리미터(1.3인치)이다. 머리, 배, 다리는 붉은색이며 발끝은 검은색이고 흰색으로 점이 찍혀 있다. 목고리와 가슴은 황갈색이며, 후자는 붉은 점으로 점이 찍혀 있다. 앞날개는 연두색이며, 검은 점들이 있는 후방중부 행이 있다. 뒷날개는 장미빛이다. 밑면은 말린 장미빛이다. 이 종에서 앞날개의 코스타는 날개와 같은 색상을 갖는다.

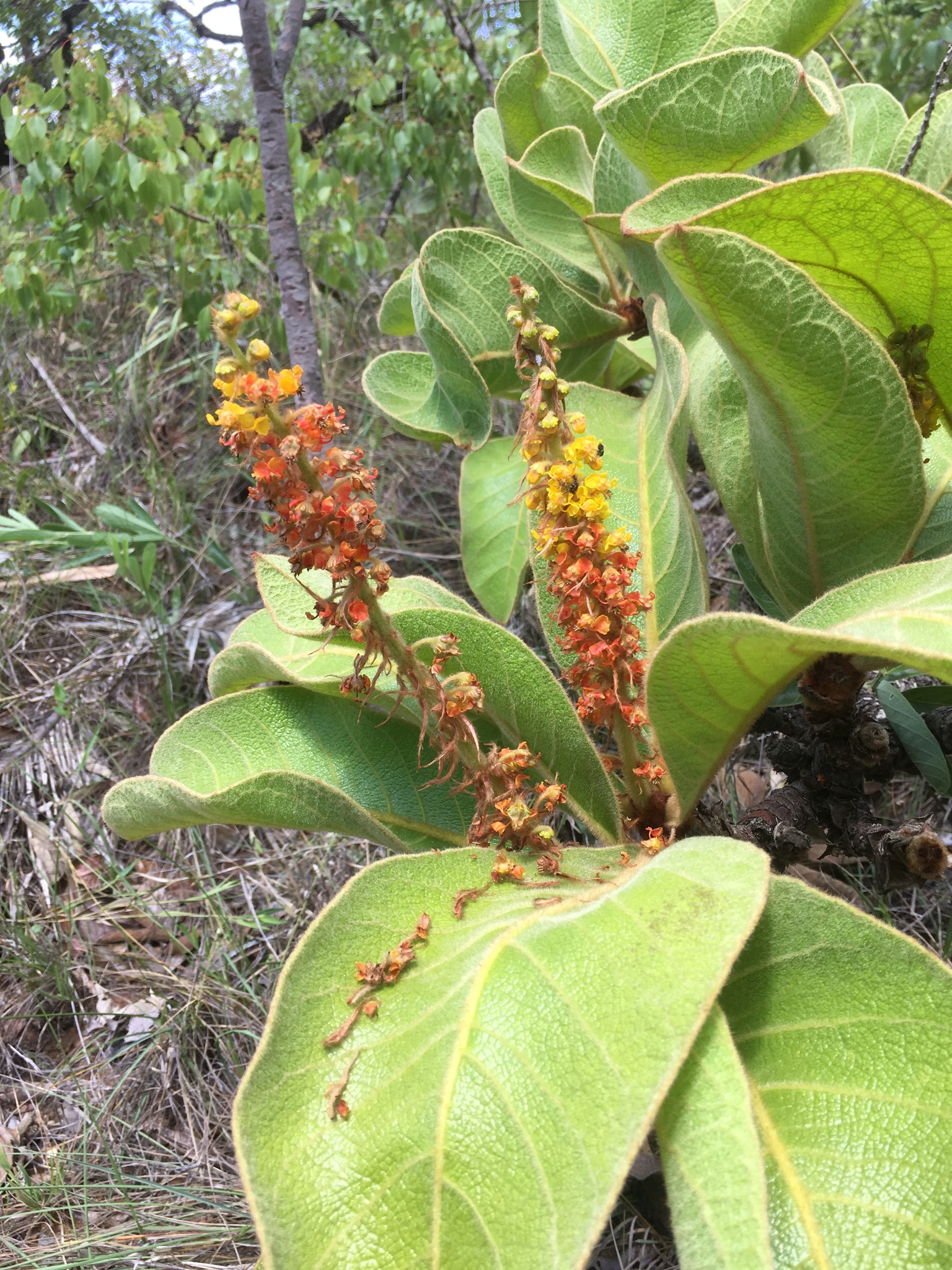
비르소니마 코콜로비폴리아는 트로시아 디마스의 숙주 식물이다.

## 서식지
트로시아 디마스는 해발 300에서 1,700미터(980에서 5,580피트) 사이의 우림과 안개 숲에서 발견된다.  이 나방의 숙주 식물은비르소니마 코콜로비폴리아이다.

## 범위
트로시아 디마스는 콜롬비아, 베네수엘라, 에콰도르, 브라질, 페루에서 관찰되었다. 여러 컬렉션과 시민 과학 계획에서 기록된 관측에 따르면 이 종은 남아메리카부터 북아메리카까지 분포한다.